# Audrey Terras
Audrey Terras (n. 10 septembrie 1942, Washington, D.C., District of Columbia, SUA) este o femeie-matematician american.
S-a remarcat în special în teoria numerelor.
De asemenea, a mai efectuat cercetări în domeniul haosului cuantic (al sistemelor dinamice) și diverselor tipuri de funcții zeta.
În tinerețe a dorit să se pregătească în domeniul istoriei, dar, remarcându-i-se aptitudinile științifice, la recomandarea guvernului american, urmează o carieră în domeniul matematic.
În acea perioadă, concurența dintre ruși (care lansaseră programul Sputnik) și americani era acerbă și se resimțea necesitatea impulsionării cercetării științifice.
În consecință, guvernul îi acordă o bursă pentru continuarea studiilor, investiție soldată cu rezultat pozitiv, Audrey Terras devenind un matematician de succes.
În 1982 devine membru al American Association for the Advancement of Science.
1. ↑  Czech National Authority Database, accesat în 1 martie 2022
2. 1 2   http://www.ams.org/news?news_id=1680, accesat în 24 noiembrie 2022 Lipsește sau este vid: |title= (ajutor)
3. 1 2   http://www.ams.org/fellows_by_year.cgi?year=2013, accesat în 24 noiembrie 2022 Lipsește sau este vid: |title= (ajutor)
4. 1 2   https://awm-math.org/awards/awm-fellows/2019-awm-fellows/, accesat în 5 decembrie 2022 Lipsește sau este vid: |title= (ajutor)
5. 1 2 3 4 5 6 7 8 9 10  Genealogia matematicienilor
6. ↑   https://www-math.umd.edu/undergraduate/math-majors.html?id=164 Lipsește sau este vid: |title= (ajutor)